# Niilo Mäenpää
Niilo Mäenpää (ur. 14 stycznia 1998 w Hämeenlinna) – fiński piłkarz, grający na pozycji pomocnika w szwedzkim klubie Halmstads BK. Reprezentant swojego kraju.

## Kariera klubowa
Zaczynał karierę w Hämeenlinnan Jalkapalloseura. 
1 stycznia 2015 roku trafił do FC Haka. Zagrał 9 meczów i strzelił jednego gola w młodzieżowym zespole. W seniorskiej drużynie zadebiutował 2 maja 2015 roku w meczu przeciwko JJK Jyväskylä, zremisowanym 2:2, grając cały mecz. Pierwszego gola strzelił 2 sierpnia w meczu przeciwko Mikkelin Palloilijat, wygranym 3:4. Strzelił gola w 69. minucie. Łącznie dla FC Haki zagrał w 66 spotkaniach, strzelił 4 gole i zanotował 8 asyst. 
1 stycznia 2018 roku trafił na zasadzie wolnego transferu do Interu Turku. W tym klubie zadebiutował 7 kwietnia 2018 roku w meczu przeciwko Vaasan Palloseura, grając 63 minuty. Pierwszą asystę zaliczył 13 września 2018 roku również w meczu przeciwko Vaasan Palloseura, zremisowanym 1:1. Asystował przy golu w 4. minucie. Pierwszego gola strzelił 31 maja 2019 roku w meczu przeciwko Ilves Tampere, przegranym 2:3. Do siatki trafił w 34. minucie. Razem z Interem Turku zdobył Puchar Finlandii. Łącznie z tym klubem Niilo Mäenpää zagrał 38 ligowych spotkań, strzelił gola i miał 2 asysty.
1 stycznia 2020 roku został za darmo zawodnikiem IFK Mariehamn. W tym klubie zadebiutował 1 lipca 2020 roku w meczu przeciwko Ilves Tampere, przegranym 4:3, grając cały mecz. Pierwszą asystę zaliczył 5 sierpnia w meczu przeciwko Interowi Turku, wygranym 2:0. Asystował przy golu w 12. minucie. Pierwszą bramkę strzelił 18 września 2021 roku w meczu przeciwko IFK Helsinki, wygranym 0:3. Niilo Mäenpää strzelił gola w 3. minucie. Łącznie Niilo Mäenpää rozegrał w tym klubie 47 ligowych spotkań, strzelił 2 gole i zanotował 6 asyst. 
22 grudnia 2021 został zawodnikiem Warty Poznań.

## Kariera reprezentacyjna
Zagrał 10 meczów i strzelił jednego gola w kadrze U-17.
W reprezentacji U-18 zagrał 8 spotkań, strzelił 3 gole i raz asystował.
Natomiast w kadrze U-19 zagrał 9 meczów, raz asystując.
W reprezentacji U-21 Niilo Mäenpää zagrał 6 spotkań.
W seniorskiej reprezentacji Finlandii zadebiutował 17 listopada 2022, w towarzyskim, zremisowanym 1:1 spotkaniu przeciwko Macedonii Północnej. Wszedł na boisko w 58. minucie, zastępując Lucasa Lingmana.

## Życie prywatne
Ma brata bliźniaka Aapo, również piłkarza.